# HIM
HIM var et goth rock metal-band fra Finland stiftet i 1991.

## Begyndelsen
Bandet blev startet i 1991 af Ville Hermanni Valo og Mikko Viljami "Linde" Lindström. De to var skolekammerater og efter at have været i utallige af andre bands igennem deres skoletid hver for sig, slog de endelig pjalterne sammen i 1991. 
Efter at de sammen havde skrevet de tre sange "The Heartless", "Again" og "Sigilum Diaboli" blev Villes lidt ældre ven fra barndommen, Mikko Heinrik Julius "Migè" Paananen, interesseret i projektet og han blev så imponeret over demoerne at han besluttede sig for at han ville være med. 
Fra 1991 til 1995 skiftede bandet Line-up mange gange, og projektet blev forsinket blandt andet på grund af at Migé skulle aftjene sin værnepligt – den obligatoriske militærtjeneste varer 2 år i Finland. 
Bandet startede med at spille coversange af Type O Negative, Black Sabbath og Kiss. Da HIM er et band bygget på medlemmernes egen tilbedelse af deres Idoler (disse inkluderer blandt andet Iggy Pop, Tony Iommi, Gene Simmons, Peter Steele, Lee Dorrian, Lemmy Kilmister, Ronnie James Dio osv.) var det også naturligt at de startede på denne måde. 
HIM spillede deres første koncerter på Helsinki klubben "Semifinal Club" Nytårsaften 1991. Lydmæssigt var det et mærkeligt sammensat band. Ville Valo spillede på en seksstrenget bas mens Linde spillede alle guitardelene trukket tilbage fra scenekanten. De to unge musikere blev bakket op af bandets første trommeslager – kendt som Juippi. 
Trioen indspillede deres første demo track – Xilqa Xilqa Besa Besa i 1992, under navnet Kafferi totalt uvidende om ordets egentlige betydning – et racistisk udtryk om sorte brugt af de hollandske bosættere. Navnet kom fra en H.P. Lovecraft roman, men blev øjeblikkelig droppet da betydningen gik op for bandet. 
I 1992 Indspillede HIM deres første rigtige demo. Det var en EP med 7 numre med titlen "Withches and other Nightfears". Demoen kom aldrig rigtig i cirkulation og den eneste eksisterende kopi menes at befinde sig i Ville Valos egen private samling. 
I mellemtiden arbejde Ville og Migé på et andet projekt de kaldte "Unga Kaskelottär" – men både dette band og HIM blev sat på standby da Migé blev indkaldt til den finske hær. Ville var blevet dømt uegnet på grund af hans voldsomme astma.

## Tidlige karriere
Da diverse afbrydelser var overstået – gendannedes HIM som en stærk trio. Ville, Linde og Migé øvede hele sommeren igennem og begyndte endelig at lede efter en trommeslager. Deres valg faldt på Juhana Toumas "Pätka" Rantala – daværende trommeslager i bandet Slumgudeon. Efter at have overværet en af deres koncerter på Tavastia, en anden berømt Helsinki Klub, tog de kontakt og Pätka indvilligede i at blive medlem i HIM.
I slutningen af 1995 indspillede bandet deres første single "Wicked Game", originalt skrevet af Chris Isaak. Mange tror fejlagtigt at bandet er fans af Chris Isaak, men det er ikke tilfældet. Grunden til at sangen blev valgt var fordi at Ville Valo på det pågældende punkt var stor fan af David Lynch, og sangen var soundtracket til filmen "Wild At Heart" instrueret af David Lynch. Chris Isaak har senere udtalt at han hader heavy musik, og han kan ikke fordrage HIM's udgave af den store 80'er klassiker. 
HIM havde dog nogle problemer med at komme i gang med "Wicked Game" singlen. Bandet havde nemlig ingen sanger og det var jo i sig selv problematisk. Ville Valo synes på det tidspunkt at han var for akavet som frontman, desuden var det besluttet at han skulle være gruppens bassist, og det blev besluttet at Linde skulle synge på demoen. Ville ændrede dog hurtigt mening fordi han indså at der fandtes mange mærkelige frontmen (dette baserede han på Perry Farrell fra det amerikanske band Jane's Addiction) og han besluttede sig for at synge sangen. Mange har senere beskrevet Ville som den perfekte frontman og sammenlignet ham med en ung tynd Jim Morrison
Singlen blev udgivet på den meget eftersøgte "666 Ways To Love" EP fra 1996. EP'en blev udgivet i Finland i kun 1000 kopier og det er det der gør den så populær nu. EP'en er prydet med et billede af Villes mor Anita Valo som ung. Vil man have fat i en kopi af denne EP, skal man regne med at betale op til 5000 Danske kroner for den.

## HIM eller H.I.M.?
Der har været meget snak om bandets navn, HIM. I begyndelsen havde bandet problemer med at finde et bandnavn, og efter at have diskuteret det i lang tid tog Migé noget gult maling og skrev "His Infernal Majesty" på bandets eneste store Marshall forstærker, og så var det jo ligesom bestemt. 
Der er flere grunde til at His Infernal Majesty blev ændret til HIM
- Det var praktisk talt umuligt for finner at udtale His Infernal Majesty
- Bandet blev gang på gang tvunget til at forklare at de ikke var et satanisk band med intentioner om at påkalde ånder fra det okkulte
- Navnet His Infernal Majesty var originalt en joke og bandet var senere utilfredse med navnet, men da var det for sent

Da bandets andet album "Razorblade Romance" blev udgivet i USA, blev HIM dog tvunget til at optage et pseudonym, nemlig HER. Dette skyldtes at der allerede fandtes et band ved navn HiM, og de havde ophavsret på navnet. 
Efter lange forhandlinger lykkedes det finske HIMs pladeselskab at få amerikanske HiM til at opgive ophavsretten på navnet til gengæld for en mindre sum penge.
Merchandise med navnet HER er en eftersøgt vare efter at det er blevet lagt på hylden og en helt almindelige Razorblade Romance plakat med navnet HER i stedet for HIM kan gå på auktion for mange hundrede dollars.
Om man skriver HIM, H-I-M, H.I.M. er op til en selv. Enhver fan har deres egen teori, og det bliver betragtet som næsten blasfemisk at påstå at man skriver HIM på den rigtige måde. Ville Valo har dog selv mange gange forklaret af His Infernal Majesty ikke har eksisteret siden før bandet fik deres pladekontrakt, men det er et smagsspørgsmål.

## Heartagram
Bandets logo har navnet heartagram. Det er et pentagram og et hjerte parret med hinanden, og heartagrammet symboliserer den perfekte balance mellem kærlighed og had. Heartagrammet blev skabt af Ville på hans 20 års fødselsdag, mens han ventede på resten af HIM i sin lejlighed i Helsinki. Ville havde altid beundret de stærke grafiske symboler hos det engelske band Led Zeppelin, og han ønskede at hans eget band skulle have samme signalværdi. Når man så heartagrammet, skulle man øjeblikkeligt tænke på HIM.
Originalt blev symbolet tegnet uden en ring, men den blev tilføjet da HIM's fjerde album "Love Metal" blev udgivet. Bandet havde været på sammenbruddets rand på grund af overarbejde og stress, og da cirklen symboliserer evigheden, var det passende at tilføje dette da bandet fandt hinanden igen efter et halvt års pause. 
Den amerikanske skateboarder Brandon Margera, bedre kendt som Bam Margera, bruger ofte heartagrammet på sit merchandise og i sine skatevideoer. Da Ville Valo og Bam er venner, har de indgået en delt copyright. Det vil sige, at Bam tjener penge på det han bruger heartagrammet til, og HIM tjener penge på det, de bruger det til.

## Genre
Genren HIM spiller er meget omdiskuteret. Selv kalder de deres musik for love metal, altså kærlighedsmetal. Egentlig er det ret svært at sætte en finger på præcis hvilken genre HIM spiller, da genren varierer mellem albums, ja endda mellem sange. Men en ret dækkende betegnelse må være alternativ rock.

## Diskografi
- Xilqa Xilqa Besa Besa – Demo Track (Denne sang dannede grundlag for den senere demo "Borellus)
- Withches and other Nightfears – Demo (1992)
- This is only the Beginning – Demo (1995)
- 666 Ways To Love: Prologue (1996)
- Greatest Lovesongs, Vol. 666 (1998) #50 D
- Razorblade Romance (2000) #1 D
- Deep Shadows And Brilliant Highlights (2001) #190 US , #2 D
- Love Metal (2003) #117 US, #1 D
- And Love Said No  (2005) #5 D
- Dark Light (2005) #18 US, #4 D
- Uneasy Listening Vol.1 (remix/rarities album) (2006)
- Uneasy Listening Vol.2 (remix/rarities album) (2007)
- Ultra Rare Trax Vol. 1 (Ukendt)
- Venus Doom (2007)
- Screamworks: In Theory and Practice (2010)

## Tidligere medlemmer
- Ville Valo  — Vokal (1991–2017) Bas, rommer (1991–1993)
- Mikko Lindström — Guitar (1991–2017)
- Mikko Paananen  — Bas, bagvokal (1991–1993, 1995–2017)
- Janne Puurtinen  — Keyboard, bagvokal (2001–2017)
- Jukka "Kosmo" Kröger – Trommer (2015–2017)
- Juha Tarvonen (1991-1993)
- Juipi – Trommer (1991-1993)
- Oki – Guitar (1991–1992, 1995–1996)
- Antto "Zoltan Pluto" Melasniemi – Keyboard (1995-1997)
- Juhana Toumas "Pätka" Rantala – Trommer (1995-1999)
- Sergei Ovalov – Keyboard (Blev bragt ind i hullet mellem Zoltan og Juska) (1999)
- Jussi-Mikko "Juska" Salminen – Keyboard (1999–2000)
- Mika "Gas Lipstick" Karppinen — Trommer (1999-2015)